# 친권
친권(親權)이란 부 또는 모가 미성년자인 자녀를 보호·교양하고 그 법률행위를 대리하고 재산을 관리하는 권리와 의무를 말한다. 즉 법률상 친자(부모-자녀)관계가 있으면 그 효과로서 당연히 발생되는 것이다.
종래에는 친권을 부모가 자녀에 대하여 가지는 절대적 지배권으로 이해되어 왔으나, 오늘날에는 자녀를 보호·감독하고 양육한다는 의무의 면이 더 강조되고 있다. 대한민국 민법은 2005년 개정 민법을 통하여 "친권을 행사함에 있어서는 자의 복리를 우선적으로 고려하여야 한다"(민법 제912조)고 규정함으로써 자녀의 복리가 친권행사의 기준임을 명백히 하고 있다.
즉, 친권은 자녀를 건전하게 육성하도록 부모에게 부여된 의무임과 동시에 친권자는 친권을 행사함에 있어서 타인의 간섭을 받지 않을 권리로서 권리와 의무의 두 가지 기능을 다 가지고 있다.
그러나 특별한 경우, 예를 들어 부모의 의견이 일치하지 아니하거나(민법 제909조제2항 단서) 제3자가 자녀에게 무상으로 재산을 수여한(민법 제918조) 때에는 부모의 친권행사가 제한될 수 있고, 친권자와 그 자녀의 이해가 상반되는 때(민법 제921조)에는 특별대리인을 선임하여야 한다.
또한, 부모가 이혼하거나 혼인외의 자를 인지한 경우(민법 제909조제4항 및 제5항)에는 부모의 협의나 가정법원이 친권자를 정한다.

## 친권자
친권을 행사하는 자를 말한다. 혼인 중인 부모는 원칙적으로는 공동으로 친권을 행사하고, 양자의 경우에는 양부모가 친권자가 된다.(민법 제909조제1항) 다만, 부모의 일방이 친권을 행사할 수 없을 때에는 다른 일방이 이를 행사하며(민법 제909조제3항), 부모의 의견이 일치하지 아니하는 경우에는 당사자의 청구에 의하여 가정법원이 이를 정한다.(민법 제909조제2항 단서)
부모가 이혼하거나 혼인외의 자를 인지한 경우에는 부모의 협의로 친권자를 정하여야 하고, 협의할 수 없거나 협의가 이루어지지 아니하는 경우에는 가정법원은 직권으로 또는 당사자의 청구에 따라 친권자를 지정하여야 한다.(민법 제909조제4항 및 제5항)

## 친권자의 역사적 변천
1978년까지 친권은 "아버지의 권리"였다. 어머니는 아버지가 사망한 경우에 친권을 행사할 수 있었고, 이혼한 여자 또는 남편과 사별한 후 재혼한 여자는 친권자가 될 수 없었다. 즉, 1978년까지 대한민국에서 친권은 철저하게 가부장적 위계질서하에서 자녀를 통제하는 아버지의 권리였다.
1977년 제1차 가족법 개혁을 거치면서 친권은 형식적으로 부모가 공동으로 행사하는 것으로 바뀌었다. 그러나, 부모의 의견이 일치하지 않으면 아버지가 친권을 행사하도록 하고 있었기 때문에 이는 선언적인 의미가 강했다. 여전히 이혼한 여자 또는 남편과 사별한 후 재혼한 여자는 친권자가 될 수 없었으며, 혼외자의 생모는 적모(아버지의 본처)보다 후순위여서 친권을 행사하기 어려웠다.
1990년 제2차 가족법 개혁은 "아버지의 권리"였던 친권을 법적인 측면에서 "부모의 권리"로 바꾸었다. 친권은 혼인한 부부가 공동으로 행사하고 부모의 의견이 일치하지 않으면 가정법원이 이를 정하게 하였고, 재혼에 따른 어머니의 친권 상실은 없어졌다. 또한 부모가 이혼한 경우와 혼인외의 자가 인지된 경우에는 부모의 협의나 가정법원의 개입으로 친권을 행사할 자를 정하게 하는 등 봉건적 잔재를 털어내고 현재와 유사한 근대적 친권자규정이 만들어졌다.
현행 민법규정은 2005년 제3차 가족법 개혁의 산물이다. 친권의 측면에서 논하면 "부"와 "모" 사이의 수평적 평등에 중심을 둔 이전의 가족법 개혁과는 달리 "자녀의 복리"를 우선하는 법개정이 이루어진 것이 특징이다. 2005년 법 개정으로 이혼 등의 경우 친권의 협의에 부모 외에 가정법원이 보충적으로 개입할 여지가 넓어졌고, 부모나 가정법원이 정하는 것이 "친권의 행사자"가 아니라 "친권자"라는 점을 명문으로 규정하였다.

## 이혼 후의 친권자
1990년까지 이혼한 여자는 친권자가 될 수 없었기 때문에 부모가 이혼하면 아버지가 당연히 친권자가 되었다. 부모가 이혼한 후에 아버지가 사망한 경우에도 친권은 계모가 행사하였고, 계모가 없더라도 이혼한 어머니는 친권자가 될 수 없었다. 또, 당시에는 후견인의 경우 남자가 여자보다 선순위였기 때문에, 어머니는 할아버지나 백부, 숙부 등 친가의 3촌 이내의 남자혈족이 없으면 비로소 후견인이 될 수 있었다.
1990년 민법개정으로 부모가 이혼한 경우에는 그 협의로 "친권행사자"를 정할 수 있게 되어 이혼한 여자도 친권자가 될 수 있게 되었다. 1990년 개정된 민법에 따르면 "부모가 이혼한 경우에는 부모의 협의로 친권을 행사할 자를 정하고..."(종전 민법 제909조제4항)라고 규정함으로써 법원은 친권행사자로 지정된 부모가 사망한 경우에 다른 부 또는 모가 있으면 당연히 친권이 부활한다고 해석하였다. 이 때문에 친권행사자가 남긴 유산을 생존부모가 가로채는 문제가 부각되어 2005년에 민법은 "친권을 행사할 자"를 "친권자"로 개정하였다.
그러나, 2005년 민법 개정 후 이에 관한 대법원의 확정된 판례가 나오지 않아 현재도 이에 관한 논쟁이 지속중이다.
한국과 동일한 민법규정을 두고 있는 일본은 부모가 이혼한 후 친권자로 지정된 사람이 사망 등으로 친권을 행사할 수 없는 경우에는 다른 부 또는 모가 있어도 그 친권이 부활하는 것이 아니라 후견이 개시되는 것으로 보고 있다. 일본의 법원은 생존부모는 후견인이 되거나 "친권자변경결정"을 거쳐 친권자가 되도록 유권해석하고 있다.

## 친권의 효력
친권은 자녀의 '신분(身分)'에 관한 권리의무와 '재산'에 관한 권리의무로 나뉜다.
'신분'에 관한 권리의무
친권자는 자녀를 보호하고 교양할 권리의무가 있으며(민법 제913조), 자녀는 친권자가 지정한 장소에 거주하여야 한다(민법 제914조).
또한, 친권자는 그 자녀를 보호 또는 교양하기 위하여 필요한 징계를 할 수 있고 법원의 허가를 얻어 감화 또는 교정기관에 위탁할 수 있다(민법 제915조).
또한 혼인하지 않은 미성년자인 자녀에게 아이가 있는 경우 친권자는 자녀를 대신하여 그 아이(손자녀)에 대한 친권을 행사한다.(민법 제910조)
'재산'에 관한 권리의무
친권자는 미성년자인 자녀의 법정대리인이 되고(민법 제911), 자녀 명의의 재산을 관리하며(민법 제916조), 자녀의 재산에 관한 법률행위에 대하여 그 자녀를 대리(민법 제920조)한다.

## 판례

### 친권자
- 혼인외의 출생자에 대하여 생모가 친권자가 되는 경우에 그 생모는 혼인외의 출생자와 동일 호적내에 있음을 요하지 아니한다.[2]
- 이혼당사자간에 그 자의 양육에 관한 사항을 협정하지 아니한 때에는 부에게 양육의 책임이 있다 하더라도 그 자의 양육을 부에게 맡기는 것보다는 생모에게 맡겨 그와 같이 거주하며 그의 보호와 교육을 받고자라게 하는 것이 합리적이라고 인정할 때에는 생모에게 양육케 할 수 있다.[3]

### 이해상반행위

##### 긍정한 판례
- 자의 재산관리에 관한 포괄적 위임을 받은 부가 자신의 제3자에 대한 채무지급을 위하여 자신이 발행하는 어음에 위 자를 공동발행인으로 기명날인한 경우 자 명의로서의 위 어음발행행위는 대리인과 본인과의 사이에 있어 이해가 상반되는 것이다.[4]
- 친권자가 자기를 위하여 타인으로부터 금전을 차입함에 있어 미성년자인 자의 소유보동산에 저당권을 설정하는 행위와 같이 친권자를 위해서는 이익이 되고 미성년자를 위해서는 불이익되는 경우도 포함된다고 해석함이 상당할 것으로서 친권자가 자기의 영업자금을 마련하기 위하여 미성년자인 자를 대리하여 그 소유보동산을 담보로 제공, 저당권을 설정한 행위는 이해상반된 행위에 포함된다.[5]
- 양모가 미성년의 양자를 상대로 한 소유권이전등기청구소송은 민법 제921조 제1항 소정의 이해상반행위에 해당한다.[6]
- 피상속인의 처가 미성년자인 자와 동순위로 공동상속인이 된 경우에 미성년자인 자의 친권자로서 상속재산을 분할하는 협의를 하는 행위는 민법 제921조 소정의 이해상반되는 행위에 해당한다.[7]
- 친권자의 의도나 그 행위의 결과 실제로 이해의 대립이 생겼는가의 여부는 묻지 아니하는 것이라 할 것인바 공동상속재산불할협의는 그 행위의 객관적 성질상 상속인 상호간의 이해의 대립이 생길 우려가 있는 행위이다.[8]
- 만약 친권자가 수인의 미성년자의 법정대리인으로서 상속재산 분할협의를 한 것이라면 이는 민법 제921조에 위반된 것으로서 이러한 대리행위에 의하여 성립된 상속재산 분할협의는 적법한 추인이 없는 한 무효이다.[9]
- 친권자인 모와 자 사이에 이해의 충돌이 발생할 수 있는 것이 친권자인 모가 한 행위 자체의 외형상 객관적으로 당연히 예상되는 것이어서 모가 자를 대리하여 위 토지 중 자의 공유지분에 관하여 위 근저당권설정계약을 체결한 행위는 이해상반행위로서 무효이다.[10]

## 같이 보기
- 가족법
- 양육
- 이혼
- 가정법원